# Terpsichore staheliana
Terpsichore staheliana är en stensöteväxtart som först beskrevs av Posth., och fick sitt nu gällande namn av Alan Reid Smith. Terpsichore staheliana ingår i släktet Terpsichore och familjen Polypodiaceae. Inga underarter finns listade.